# 129114 Oliverwalthall
129114 Oliverwalthall este o planetă minoră (asteroid) din Outer Main Belt⁠(d). A fost descoperită pe 9 decembrie 2004 la Catalina Station⁠(d) de Catalina Sky Survey. 
Obiectul prezintă o orbită caracterizată de o semiaxă mare de 3,2059918543302 UAi, o excentricitate de 0,06, o înclinație de 13 ° în raport cu ecliptica.